# سیارک ۱۰۵۰۰
سیارک ۱۰۵۰۰ (به انگلیسی: 10500 Nishi-koen، نامگذاری:1987GA) ده هزار و پانصدمین سیارک کشف شده‌است که در ۳ آوریل ۱۹۸۷ کشف شد.